# César Romero Sánchez-Herrera
César Romero Sánchez-Herrera (c. 1900-1953) fue un político y sindicalista español.

## Biografía
Nacido en Pozuelo de Calatrava hacia 1900. Realizó estudios de medicina, trabajando como agente comercial. En su juventud trabajó para el Instituto Llorente de Madrid y también como representante en los Laboratorios Cusi. Estuvo afiliado a la Federación nacional de agentes de comercio e industria de la UGT, así como al PSOE. Llegó a participar en los hechos revolucionarios de 1934, por los cuales fue detenido y encarcelado durante algún tiempo. Sería puesto en libertad a comienzos de 1936.
Tras el estallido de la Guerra civil se unió a las fuerzas republicanas, pasando a formar parte del comisariado político del Ejército Popular de la República. Llegó a ejercer como comisario de la 39.ª División. Al final de la contienda marchó al exilio, instalándose en México en 1940. Allí trabajó para los laboratorios Albamex.
Falleció en Ciudad de México el 25 de octubre de 1953.